# Лонджи (коммуна)
Лонджи (итал. Longi) — коммуна в Италии, располагается в регионе Сицилия, подчиняется административному центру Мессина.
Население составляет 6042 человека (на 2004 г.), плотность населения составляет 39 чел./км². Занимает площадь 42 км². Почтовый индекс — 98070. Телефонный код — 0941.
Покровителем коммуны почитается святитель Лев, епископ Катанский, празднование 20 февраля, 1 мая и 23 августа.